# Código de conducta para blogueros
El código de conducta para blogueros es un código de buena conducta redactado por Tim O'Reilly y dirigido a los blogueros.
Lo escribió tras conocer las amenazas que había recibido la bloguera Kathy Sierra. La idea del código fue primero retransmitida por la BBC donde participó O'Reilly diciendo "yo creo que necesitamos algún código de conducta sobre lo que es un comportamiento aceptable, esperaría que no viniera por medio de algún tipo de regulación y que viniera por regulación propia".
El código tiene siete puntos:
1. Toma la responsabilidad no solo por tus propias palabras sino también por los comentarios que permites en tu blog.
2. Etiqueta tu nivel de tolerancia para las personas
3. Considera la eliminación de los comentarios anónimos.
4. Ignora a los trols.
5. Sigue la conversación fuera de Internet, habla directamente o encuentra a algún intermediario que pueda hacerlo.
6. Si sabes de alguien que se esté comportando mal, házselo saber.
7. Exprésate y sé libre.